# Lucky Star (1979)
Lucky Star ist ein deutscher Familienfilm aus dem Jahre 1979. Unter der Regie von Hans-Jürgen Tögel spielt Katharina Böhm hier ihre erste Hauptrolle, zugleich in ihrem ersten Kinofilm. Günther Maria Halmer ist als ihr Vater besetzt, Hannelore Schroth als ihre Großmutter. Weitere tragende Rollen sind besetzt mit Joachim Hansen, Claudia Gerhardt und Pirko Zenker.

## Handlung
Der alte Droschkenkutscher Butzbichler ist der letzte seiner Art im München des Jahres 1978. Jeden Tag fährt er die 14-jährige Kathi zur Schule. Als es eines Tages aufgrund von Butzbichlers Unaufmerksamkeit zu einem Verkehrsunfall kommt, muss der alte Mann ins Krankenhaus. Seine Schwägerin nutzt dessen Abwesenheit, um nicht nur seine Habe vor die Tür zu stellen. Sie versucht überdies, das ebenso altgediente wie gutmütige Droschkenpferd Dublin an einen Abdecker zu verscherbeln. Entsetzt läuft Kathi zu ihrer Großmutter Hedwig und bittet diese, ihr bei der Rettung zu helfen. Hedwig kauft der Frau kurzerhand das Pferd ab, und Kathi hat nunmehr alle Mühe, eine Unterkunft und genügend Futter für das alte Tier zu organisieren.
Ihre Mitschülerin Pirri, eine aus „gutem Hause“ stammende, aber reichlich überhebliche und versnobte Göre, schlägt ihr vor, Dublin zum Reiterhof Gut Tanneneck zu bringen, wo auch ihre drei Rennpferde stehen. Kathis früh verwitweter Vater Robert, ein notorisch blanker Bohemien, ist von all dem nicht sonderlich begeistert, taut aber allmählich auf, als er feststellt, wie viel Freude seine Tochter an dem Pferd und der Möglichkeit hat, dort Reitunterricht zu nehmen. Bald darauf lernt er das Geschwisterpaar Ullrich und Lena kennen, zwei gutsituierte Städter, die Kathi bei einem Reitunfall geholfen hatten. Robert freundet sich langsam mit der Boutiquebesitzerin Lena an, und schließlich werden beide ein Paar.
Eines Tages hat es Kathi sogar geschafft, aus dem gemächlichen Droschkengaul ein passables Turnierpferd zu machen. Bei einem Wettbewerb gehört sie zu den vier Besten. Die ebenso hochmütige wie standesbewusste Pirri ist davon wenig begeistert, sieht sie doch sowohl in Kathi als auch in Dublin bald eine ernsthafte Konkurrenz für sich und ihre drei Pferde. Eines Abends entführt sie Dublin und bringt ihn in die Nähe einer Autobahn, wohl in der Hoffnung, dass er von einem Lkw oder einem Auto über den Haufen gefahren wird. Doch der Stallbursche Freddy hat dies bemerkt und verpfeift Pirri am nächsten Tag, nachdem Dublin gefunden und zurück in seinen Stall gebracht wurde. Pirris steinreicher Vater ist über die Untat seiner verzogenen Tochter derart erbost, dass er beschließt, ihre drei Pferde zu verkaufen. Kathis Dublin darf nun stattdessen auf dem Reiterhof bleiben und dort sein Gnadenbrot fristen.

## Produktion, Veröffentlichung
Gedreht wurde Lucky Star – der Titel wird im gesamten Film nicht ein einziges Mal erwähnt – im Heimatort des Produzenten Reich, im bayerischen Peiss. Drehzeit war fast der gesamte Monat November 1978 sowie 13 Tage im März 1979. Die Filmbauten stammen von dem auf Softsexfilme spezialisierten Georg Stiehle, die Kostüme von Uli Fessler.
Die Uraufführung des Films erfolgte am 22. November 1979 in Münchens Gloria-Palast.

## Kritik
Das Handbuch X der katholischen Filmkritik, Filme 1977–1980, verriss den Film und schrieb auf Seite 180: „Ein dilettantischer Jugendfilm, der vor allem anachronistische ‚Heile-Welt-Vorstellungen‘ anpreist.“